# Manning Long
Pour les articles homonymes, voir Long.
Manning Long, née le 4 mars 1906 à Chase City (Virginie), et décédée le 27 septembre 1972 à Amherst (Virginie), est une écrivaine américaine de romans policiers.

## Biographie
Elle réside successivement à Washington (New York) et dans le New Jersey avant de retourner vivre dans sa Virginie natale, dans une ferme de Amherst. Peter Williams, son mari, est un céramiste connu pour avoir créé les statuettes des Edgars décernés annuellement par le Mystery Writers of America.
Pendant la Deuxième Guerre mondiale, Manning Long amorce la publication de romans policiers mettant en scène l’intrépide Liz (diminutif de Louise) Boykin. Dans On a tué mon amant, on apprend que Liz a été un temps enseignante, mais qu’un premier prix remporté à un concours de beauté local l’a convaincue de gagner sa vie comme modèle. À New York où elle se rend, elle loue un appartement dans Greenwich Village, mais est bientôt victime d’un chantage de la part d’un ancien amant, dont elle découverte peu après le cadavre dans un placard. L’enquête qui s’ensuit lui fait rencontrer Gordon Parrot, son futur mari à l’emploi du district attorney.
Whodunits aux intrigues rondement menés, les récits de Manning Long conservent un ton léger tout en jetant un éclairage sur le quotidien des New-Yorkais pendant la Deuxième Guerre mondiale.

## Œuvre

### Romans

#### SérieLiz Boykin Parrott
- Here’s Blood in Your Eye (1941) Publié en français sous le titre On a tué mon amant, Genève, coll. « Détective-club – Suisse » no 50, 1949 ; réédition, Paris, coll. « Détective-club – France » no 19, 1949 ; réédition, Paris, Ditis, coll. « La Chouette », no 40, 1956 ; réédition, coll. « J’ai lu Police » no 23, 1963 ; réédition, Paris, Librairie des Champs-Élysées, coll. « Le Masque » no 1831, 1986
- Vicious Circle (1942) Publié en français sous le titre Noël à l’arsenic, Paris, Nicholson et Watson, coll. « La Tour de Londres » no 48, 1950 ; réédition, Paris, Librairie des Champs-Élysées, coll. « Le Club des Masques » no 519, 1984
- False Alarm (1943)
- Bury the Hatchet (1944)
- Short Shrift (1945) Publié en français sous le titre Aucun délai, Paris, Nicholson et Watson, coll. « La Tour de Londres » no 42, 1949 ; réédition, Paris, Librairie des Champs-Élysées, coll. « Le Masque » no 1988, 1990
- Dull Thud (1947) Publié en français sous le titre L’ai-je bien descendue ?, Genève, coll. « Détective-club – Suisse » no 54, 1949, traduction de Léo Colson ; réédition, Paris, coll. « Détective-club – France » no 23, 1950 ; réédition, Paris, Ditis, coll. « La Chouette », no 71, 1957 ; réédition, Paris, Librairie des Champs-Élysées, coll. « Le Masque » no 1844, 1986
- Savage Breast (1948) Publié en français sous le titre Pas d’émotions pour madame, Paris, Nicholson et Watson, coll. « La Tour de Londres » no 27, 1949 ; réédition, Paris, Librairie des Champs-Élysées, coll. « Le Club des Masques » no 529, 1984

### Nouvelle
- Baby Face (1941)

## Sources
- Jacques Baudou et Jean-Jacques Schleret, Les Métamorphoses de la chouette : Détective-club, Paris, Futuropolis, 1986, 191 p. (ISBN 978-2-737-65488-6), p. 100-103.
- Claude Mesplède (dir.), Dictionnaire des littératures policières, vol. 2 : J - Z, Nantes, Joseph K, coll. « Temps noir », 2007, 1086 p. (ISBN 978-2-910-68645-1, OCLC 315873361), p. 220-221.